# Onychomys
Onychomys és un gènere de rosegadors de la família dels cricètids. Viuen als Estats Units i Mèxic. La seva llargada de cap a gropa és d'entre 9 i 13 cm i la llargada de la cua d'entre 3 i 6 cm. El pes és d'entre 30 i 60 grams. El pelatge és de color marró groguenc o marró vermellenc a la part superior, mentre que la part inferior és de color blanc.
Al contrari de la majoria de rosegadors, Onychomys és carnívor. S'alimenta sobretot de gomfocerins, coleòpters i altres insectes, escorpins i vertebrats petits.